# Dutch Open 1961
Die Dutch Open 1961 im Badminton fanden Mitte Februar 1961 im Krelagehuis in Haarlem statt.

## Finalergebnisse
| Disziplin    | Sieger                                          | Finalist                        | Ergebnis         |
| ------------ | ----------------------------------------------- | ------------------------------- | ---------------- |
| Herreneinzel | Ferry Sonneville                                | Charoen Wattanasin              | 15-8, 15-5       |
| Dameneinzel  | Hanne Jensen                                    | Tonny Holst-Christensen         | 3-11, 11-0, 11-3 |
| Herrendoppel | Knud Aage Nielsen Ole Mertz                     | Wong B. K. Yeoh Kean Hua        | 18-15, 15-9      |
| Damendoppel  | Hanne Jensen Karin Rasmussen                    | Inger Kjærgaard Annette Schmidt | 15-10, 15-6      |
| Mixed        | Bjørn Holst-Christensen Tonny Holst-Christensen | Ole Mertz Hanne Jensen          | 15-4, 15-4       |